# Зоран Лековски
Зоран Наум Лековски (на македонска литературна норма: Зоран Лековски) е офицер, генерал-майор от Република Македония.

## Биография
Роден е на 2 септември 1955 г. в Битоля в семейството на Наум и Кръстана. През 1970 г. завършва основното си образование, а през 1974 г. и гимназия. През 1978 г. завършва отдела за бронирани механизирани единици във Военната академия на Сухопътните войски на ЮНА. Между 1978 и 1980 г. е командир на танков взвод в 243-а пролетарска бронирана бригада в Скопие. От 1980 до 1982 г. е командир на танкова рота. В периода 1982 – 1986 г. е заместник-командир на брониран батальон. Между 1986 и 1988 г. е командир на брониран батальон. Между 1988 и 1991 г. е началник по сигурността на 243-а пролетарска бронирана бригада. През 1990 г. завършва Центъра за висши военни школи в Белград. След това е началник по сигурността (1991 – 1992). От 1992 до 1994 г. е командир на батальон на военната полиция на Армията на Република Македония. В периода 1994 – 2000 г. е началник на отделението за военно-полицейски работи в Сектор за сигурност и разузнаване на Министерството на отбраната на Република Македония. През 1995 г. завършва Военната академия „Михайло Апостолски“ в Скопие, а през 2000 г. и Висша военна школа за генерали в Истанбул. През годините изкарва и редица курсове като специален курс за танк Т-55 в Сибир (1979), за командир на танкова рота в Баня Лука (1981), за командир на брониран батальон в Баня Лука (1984), политически курс в Центъра за политически школи в Белград (1986), военно-полицейски и диверсантски курс в Панчево (1987). От 2000 до 2001 г. е началник на отделението за резервни офицери при директора на Генералния щаб на Армията на Република Македония. Между 2001 и 2003 г. е заместник-командир на първа механизирана пехотна бригада. В периода 2003 – 2005 г. е командир на бригадата. От 2005 до 2007 г. е заместник-командир на Обединеното оперативно командване. След това до октомври 2011 г. е съвестник на началника на Генералния щаб на АРМ. През октомври 2011 г. излиза в запаса.

## Военни звания
- Подпоручик (1978)
- Поручик (1979)
- Капитан (1983)
- Капитан 1 клас (1987)
- Майор (1990)
- Подполковник (1997)
- Полковник (1999)
- Бригаден генерал (2005)
- Генерал-майор (2007)

## Награди
- Медал за военни заслуги, 1983 година;
- Медал за 40 години ЮНА;
- Медал за 50 години ЮНА.